# Васијан и Јона
Преподобни Васијан и Јона су хришћански светитељи. Обоје су били монаси Соловецког манастира. Удавили су се и били избачени на обалу 1651. године. Хришћани верују да се над њиховим гробом показало неко знамење, и због тога је на том месту сазидана црква. Потом ту је настао манастир Петромински. Једном је цар Петар Велики, спасавши се од буре, провео ту три дана, направио крст и поставио га на обали.
Српска православна црква слави га 12. јуна по црквеном, а 25. јуна по грегоријанском календару.